# Gloster Guan
Il Gloster Guan fu un aereo da caccia sperimentale, monoposto, monomotore e biplano, sviluppato dall'azienda aeronautica britannica Gloster Aircraft Company negli anni venti del XX secolo. Destinato fin dalla sua concezione a rimanere allo stadio di prototipo il modello, valutato dal personale del Royal Aircraft Establishment, servì per avviare una serie di prove atte a valutare le prestazioni di un caccia equipaggiato con motori sovralimentati ad elevata quota operativa.

## Storia del progetto
Il caccia monoposto da alta quota Gloster Guan fu inteso primariamente come velivolo sperimentale per lo studio dei propulsori turbo-sovralimentati operanti ad alta quota in atmosfera rarefatta e carente di ossigeno. A quell'epoca la Gloster Aircraft Company aveva prodotto il caccia Gorcock un aereo molto più veloce dei suoi contemporanei, ed il Guan fu progettato per usare un propulsore sovralimentato per mantenere questa caratteristica anche ad altezze elevate. All'inizio di 1925 l'Air Ministry ordinò la costruzione di tre prototipi, al costo complessivo di 7 500 sterline, dotati di motore sovralimentato a W Napier Lion. Il primo prototipo (J7722) fu completato nel giugno 1926, equipaggiato con un Napier Lion IV da 450 hp, e andò in volo per la prima volta nel corso dello stesso mese, per essere quindi trasferito al Royal Aircraft Establishment di Farnborough nell'agosto successivo. Il secondo prototipo (J7723) lo seguì agli inizi del 1927, equipaggiato con un più potente propulsore Napier Lion VI da 525 hp; anche in questo caso l'aereo venne poi trasferito presso il RAE di Farnborough.

## Descrizione tecnica
Il caccia Gloster Guan era un biplano a formula sesquiplana di costruzione mista, con carlinga metallica ed ala di costruzione lignea ricoperta di stoffa. Il propulsore sovralimentato Napier Lion VI a 12 cilindri a W, raffreddati a liquido erogava la potenza di 525 hp (475 kW) ed azionava un'elica bipala lignea del diametro di 2,94 m (9 ft 8 in). Il radiatore di raffreddamento del propulsore era montato sotto la carlinga, tra le gambe del carrello d'atterraggio. Quest'ultimo era il classico triciclo posteriore fisso, con pattino di coda. L'armamento previsto si basava su due mitragliatrici Vickers K calibro 7,7 mm poste sul muso, dotate di dispositivo di sincronizzazione e sparanti attraverso il disco dell'elica.

## Impiego operativo
Inizialmente i motori Napier Lion IV e VI azionavano un'elica bipala lignea a passo fisso, ma in seguito fu adottata un'elica bipala metallica a passo variabile Hele-Shaw Beacham. Durante i test di accettazione il modello Guan Mk.II con motore Lion VI fece registrare una velocità massima di 281 km/h (175 mph) a 4 570 m (15 000 piedi). La tangenza massima raggiungibile era di 9 450 m (31 000 ft), superiore a quella del Gorcock che era pari a 7 315 m (24 000 ft). Purtroppo i turbocompressori dei propulsori diedero continui problemi, e le difficoltà legate a questo fatto condussero all'annullamento della costruzione del terzo prototipo, ed all'abbandono del programma di sviluppo.

## Versioni
- Guan Mk.I: primo prototipo dotato di propulsore turbocompresso Napier Lion IV. Primo volo nel 1926. Caratteristiche tecniche: un motore Napier Lion IV turbocompresso a 12 cilindri in linea, raffreddati a liquido, da 450 hp; apertura alare 9,69 m (31 ft 10 in); lunghezza 6,7 m (22 ft 0 in); altezza 3,29 m (10 ft 2 in); superficie alare  27,68 m² (298 ft²); peso a vuoto 1 296 kg (2 859 lb), peso totale 1 660 kg (3 660 lb); velocità massima 249 km/h (155 mph) a 4 876 m (16 000 ft); autonomia km; tangenza 9 448 m (31 000 ft). Armamento previsto su due mitragliatrici Vickers K da 7,7 mm sincronizzate.
- Guan Mk.II: secondo prototipo dotato di propulsore turbocompresso Napier Lion VI da 525 hp. Primo volo nel 1927.

## Utilizzatori
Regno Unito
- Royal Aircraft Establishment

### Annotazioni
1. ↑  I motori Lion IV e VI avevano il loro compressore posto sul muso, sotto l'elica.
2. ↑  I valori del primo prototipo furono rispettivamente di 249 km/h (155 mph) a 4 876 m (16 000 ft).
3. ↑  Il terzo prototipo avrebbe dovuto essere equipaggiato con lo sperimentale motore Napier Lioness a V invertita.

### Fonti
1. ↑  James 1971, pp. 134-135.
2. 1 2 3 4 5  James 1971, p. 133.
3. 1 2 3 4 5 6 7  James 1971, p. 134.
4. 1 2 3  James 1971, p. 135.